# Narodowa Organizacja Młodzieży Rosyjskiej
Narodowa Organizacja Młodzieży Rosyjskiej (ros. Национальная Организация Российской Молодёжи, NORM) – emigracyjna rosyjska organizacja młodzieżowa w III Rzeszy podczas II wojny światowej.
Organizacja została utworzona w 1939 r. w Berlinie przy Vertauenstelle für Russische Fluchtlinge z inicjatywy władz niemieckich, aby kontrolować emigracyjne rosyjskie grupy młodzieżowe. W jej skład weszły działające dotychczas m.in. Stowarzyszenie „Biała Idea”, Berlińska Drużyna Witazi i rosyjscy skauci. Na czele organizacji stanął Siergiej W. Taboricki. Do zakresu działalności NORM wchodziło organizowanie obozów letnich dla młodzieży, prowadzenie wykładów, odczytów, seminariów itp. Organizacja działała na terenie Niemiec i Protektoratu Czech i Moraw. Po zajęciu Polski, Jugosławii, a następnie ataku na ZSRR struktury organizacji powstały na okupowanych terytoriach. Część działaczy prowadziła tam działalność konspiracyjną. W 1942 r. przywództwo NOMR przejął Iwan A. Miełkich, dotychczasowy szef sztabu oddziału berlińskiego. Kiedy do Rzeszy zaczęli przybywać robotnicy przymusowi z okupowanych krajów i sowieccy uchodźcy, w tym młodzież, działacze organizacji rozwinęli wśród nich działalność samopomocową.